# Ribera d’Urgellet
Ribera d’Urgellet település Spanyolországban, Lleida tartományban. Ribera d’Urgellet Cabó, Montferrer i Castellbò, La Seu d’Urgell, La Vansa i Fórnols, Fígols i Alinyà, Les Valls d’Aguilar és Alàs i Cerc községekkel határos. Lakosainak száma 965 fő (2024).

## Népesség
A település népessége az utóbbi években az alábbiak szerint változott:
| Lakosok száma | 765  | 1760 | 1353 | 1506 | 817  | 857  | 954  | 963  | 935  | 965  |
|               | 1717 | 1887 | 1936 | 1960 | 1986 | 2004 | 2009 | 2014 | 2019 | 2024 |